# 皮帕·巴卡
朱塞平娜·帕斯誇裡諾·迪·馬裡內奧（義大利語：Giuseppina Pasqualino di Marineo，1974年12月9日—2008年3月31日），又名皮帕·巴卡（Pippa Bacca），是一位義大利表演藝術家和女性主義藝術家。
皮帕·巴卡為促進世界和平，進行國際搭便車之旅，其座右銘為“不同民族和國家之間的婚姻”，她和同行的藝術家Silvia Moro在旅途中像徵性地穿著婚紗。2008年3月31日，她於旅途中在土耳其蓋布澤失踪。2008年4月11日，警方逮捕了一名男子，該男子承認謀殺了她，並指引警方發現了她的屍體。